# Sylvia Marriott
Pour les articles homonymes, voir Marriott.
Sylvia Marriott, née le 29 mai 1917 à Londres, ville où elle est morte le 21 juillet 1995, est une actrice anglaise.

## Biographie
Au cinéma, Sylvia Marriott contribue à dix-sept films (majoritairement britanniques), les trois premiers sortis en 1937 ; le dernier est le film américain Empire du soleil de Steven Spielberg (avec Christian Bale et John Malkovich), sorti en 1988. Mentionnons également deux réalisations de François Truffaut, Les Deux Anglaises et le Continent (1971, avec Jean-Pierre Léaud) et L'Histoire d'Adèle H. (1975, avec Isabelle Adjani dans le rôle-titre).
À la télévision (surtout britannique), elle apparaît dans quatorze séries entre 1954 et 1983, dont La Grande Caravane (série-western américaine, deux épisodes, 1959-1960) et Doctor Who (épisode Meglos, 1980).
S'ajoutent deux téléfilms, le premier d'origine théâtrale en 1955 ; le second est La Mémoire dans la peau de Roger Young (1988, avec Richard Chamberlain et Jaclyn Smith), où elle tient son dernier rôle à l'écran.
Elle meurt sept ans plus tard, en 1995, à 78 ans.

## Filmographie

### Cinéma (intégrale)
- 1937 : It's Not Cricket (en) de Ralph Ince : Jane
- 1937 : Return of a Stranger (en) de Victor Hanbury : Mary
- 1937 : The Bells of St. Mary's de James A. FitzPatrick (en) (court métrage)
- 1938 : A Dream of Love de James A. FitzPatrick (court métrage) : Catherine
- 1938 : The Life of Chopin de James A. FitzPatrick (court métrage)
- 1940 : Meurtres à la maison noire (en) (Crimes at the Dark House) de George King : Laurie Fairlie / Anne Catherick
- 1943 : I'll Walk Beside You (en) de Maclean Rogers (en) : Joan Tremayne
- 1957 : The Case of the Smiling Widow de Montgomery Tully (court métrage) : Janet Nichols
- 1961 : Les 101 Dalmatiens (One Hundred and One Dalmatians) de Clyde Geronimi, Wolfgang Reitherman et Hamilton Luske (film d'animation) : 4ème vache
- 1968 : The Hand of Night (en) de Frederic Goode : Alice Perry
- 1971 : Les Deux Anglaises et le Continent de François Truffaut : Mme Browm
- 1972 : Asylum, film à sketches de Roy Ward Baker, segment Mannikins of Horrors : une infirmière
- 1973 : Le Caveau de la terreur (The Vault of Horror), film à sketches de Roy Ward Baker, segment Drawn and Quartered : Mme Breedley
- 1975 : L'Histoire d'Adèle H. de François Truffaut : Mme Saunders
- 1978 : L'École ras-le-bol (The Class of Miss MacMichael) de Silvio Narizzano : Mme Wickens
- 1983 : Jamais plus jamais (Never Say Never Again) d'Irvin Kershner : la ministre française
- 1988 : Empire du soleil (Empire of the Sun) de Steven Spielberg : Mme Partridge

### Télévision (sélection)
(séries, sauf mention contraire)
- 1959-1960 : La Grande Caravane (Wagon Train)
  - Saison 2, épisode 25 The Sister Rita Story (1959) de Joseph Pevney : Sœur Monica
  - Saison 3, épisode 26 The Maggie Hamilton Story (1960) : Mary Louise Hamilton
- 1961 : Échec et mat (Checkmate), saison 1, épisode 24 One for the Book de John English : Claire Lamson
- 1980 : Doctor Who, saison 18, épisode 2 Meglos, 1re, 3e et 4e parties : une suivante de Lexa
- 1988 : La Mémoire dans la peau (The Bourne Identity) de Roger Young (téléfilm) : Meg